# Passeio Público, Rio de Janeiro
Passeio Público je javni park v zgodovinskem središču Ria de Janeira v Braziliji. Zgrajen po letu 1779 je najstarejši javni park v Braziliji in eden najstarejših v Ameriki.

## Zgodovina
Leta 1763 je bil sedež vlade kolonialne Brazilije prenesen iz Salvador de Bahie v mesto Rio de Janeiro. Med drugimi izboljšavami v novi kolonialni prestolnici je imel podkralj Luís de Vasconcelos zamisel o oblikovanju javnega parka v glavnem mestu kolonije, ki ga je navdihnil Passeio Público (Javni park), ustvarjen v 1760-ih v Lizboni in Baročni rokokojski vrt kraljeve palače Queluz. Tako je podkralj leta 1779 naročil izgradnjo parka Valentimu da Fonseca e Silva (mojster Valentim), glavnemu kiparju in urbanistu Ria v tistem času in aktivnemu podkraljevemu sodelavcu. Dela so bila končana leta 1783.
Park je bil zgrajen na zemljišču, pridobljenem iz lagune, ki je poleg zaliva Guanabara. Ta laguna - znana kot Lagoa do Boqueirão - je bila onesnažena in je povzročala bolezni, njena odprava pa je veljala za veliko izboljšanje mestnih razmer v Riu.
=== Izvirna oblika
Mojster Valentim je načrtoval park v francoskem slogu formalnega vrta v obliki nepravilnega šesterokotnika z ravnimi potmi, razporejenimi v geometrijski in simetrični obliki. Ob morju je park imel teraso, s katere je bilo mogoče uživati v čudovitem razgledu na zaliv Guanabara. Ta terasa je imela tudi dva paviljona, okrašena s slikami. Mojster Valentim je park okrasil z različnimi vrstami dreves ter fontanami in kipi.
Park je bil prvotno obdan s kamnitim zidom in ga je večinoma uporabljala visoka kolonialna družba Ria, po letu 1793 pa je bil odprt za širšo javnost.

### Okrasje
Čudovita železna vrata na vhodu v park v rokokojskem slogu so še vedno na svojem prvotnem mestu in nosijo podobe kraljice Marije I. Portugalske in soproga kralja Petra III. z latinskim napisom Maria Iª et Petrus III Brasiliae Regibus 1783.
Znotraj parka je mojster Valentim zgradil dva vodnjaka, ki sta bila postavljena drug proti drugemu in sta skupaj znana kot Fonte dos Amores (Vodnjak ljubezni). Ena stran vodnjaka (Fonte dos Jacarés, Kajmanov vodnjak) je imela bazen, okrašen z rastlinami in bronastimi kipi kajmanov, bronasto kokosovo palmo in bele čaplje, iz katerih kljunov je tekla voda. Na žalost so drevo in ptice izgubljeni, dva prepletena kajmana pa sta še vedno na svojem mestu. Na zadnji strani te fontane, ki gleda proti morju, je Fonte do Menino (Fontana za fante), ki je imela grb podkralja Vasconcelosa, vaze in bronasti kip dečka, ki drži želvo. Voda je tekla iz ust želve v bazen. Ta kip je bil ukraden in kasneje nadomeščen s kipom z drugačnim dizajnom.
Bronasti kipi mojstra Valentima so bili prvi uliti v Riu in so zgodnja predstavitev avtohtone favne (kajmani, čaplje), ki se je razširila v romantični brazilski umetnosti 19. stoletja.
Leta 1806 je mojster Valentim parku dodal še zadnji pečat — dve granitni piramidi z medaljoni iz portugalskega kamna Lioz, ena z napisom Saudade do Rio (Nostalgija po Riu) in druga Ao Amor do Público (Ljubezen do ljudi).
Med letoma 1785 in 1790 so bili paviljoni Passeio Público okrašeni z ovalnimi poslikavami enega od sodelavcev mojstra Valentima, slikarja Leandra Joaquima. Ovalne slike so bile med prvimi pokrajinskimi slikami, ustvarjenimi v Braziliji, in prikazujejo različne poglede na zaliv Guanabara. Šest teh slik je preživelo in so zdaj v Museu Nacional de Belas Artes in Museu Histórico Nacional.

### Glazioujeva reforma
Leta 1864 je francoski krajinski oblikovalec Auguste François Marie Glaziou dobil naročilo za posodobitev starega parka. Glaziou je močno spremenil prvotno Valentimovo zasnovo, pri čemer sledi slogu angleškega vrta, ki poskuša poustvariti 'naravno' pokrajino. Geometrična razporeditev Passeio Público se je umaknila labirintu vijugastih poti z jezerom, mostom in različnimi rastlinskimi vrstami. Ohranil pa je Valentimova kiparska dela — fontane, vrata in piramide.

### Zavrnitev in obnova
V 20. stoletju so bili v Passeio Público postavljeni različni spominski doprsni kipi, posvečeni brazilskim osebnostim, vključno z doprsnim kipom mojstra Valentima, ki je bil slovesno odprt leta 1912.
Zaradi vrste predelav zemljišč v bližini se je park oddaljil od morja in izgubil pogled na zaliv Guanabara, kar je močno spremenilo prvotni namen parka. Terasa je bila spremenjena v 1920-ih, ko so na njenem mestu zgradili stavbo Cassino (pravzaprav gledališče). Kasneje je bil Cassino porušen.
V velikem delu 20. stoletja sta Passeio Público in celotno zgodovinsko središče Ria propadala. Leta 2004 je potekala obsežna prenova, ki jo je usklajevala multidisciplinarna skupina tehnikov iz mestne hiše Rio de Janeira (Fundação Parques e Jardins) in Nacionalnega inštituta za zgodovinsko in umetniško dediščino (Šesto regionalno nadzorništvo), katere cilj je bil obnoviti park, postavitev Augusta Glaziouja, po ceni 1.800.000 realov. Poleg krajinskega posega so dela vključevala strukturne posege, kot so izvedba drenažnega sistema, nova razsvetljava, sanacija in obnova spomenikov ter razvoj zgodovinsko-arheoloških raziskav, ki so omogočile identifikacijo in lokacijo objektov, ki so bili del zgodovina parka in mesta Rio de Janeiro.
Arheološka raziskava je tako med drugim odkrila temelje akvarija Pereira Passos ter tla in temelje stare igralnice Theatro Casino in Casino Beira-Mar, ki kljub svojim imenom nikoli nista bili igralniška prostora. Po najdbi je bila rešena zgodovina teh koncertnih dvoran, ki sta v 1920-ih sloveli po svojih mednarodnih zanimivostih in so svojim pokroviteljem ponujale prostore za zabave, čajne sobe in »ples« ter delovali osem let, dokler nista propadli v 1930-ih. Najdišče je bilo ponovno pokrito zaradi ohranjanja.
Na ogled so tudi granitne stopnice Chafariz dos Jacarés, znane tudi kot Fonte dos Amores, delo mojstra Valentima.
Z revitalizacijo je Passeio Público poleg svoje umetniške in kulturne vrednosti pridobil dragocene informacije, ki pripadajo zgodovini mesta Rio de Janeiro.
Passeio Público, zaprt od konca leta 2016, je bil ponovno odprt 8. junija 2017, potem ko je bil prenovljen, da bi znova sprejel obiskovalce. Urbani park je bil deležen več popravkov: na novo so ga prepleskali, pokosili travo, zamenjali svetilke, zasadili nove sadike in obnovili nekatere spomenike. Pri delih so sodelovali zaposleni v Fundação Parques e Jardins, Comlurb in Rioluz.